# 龙胆

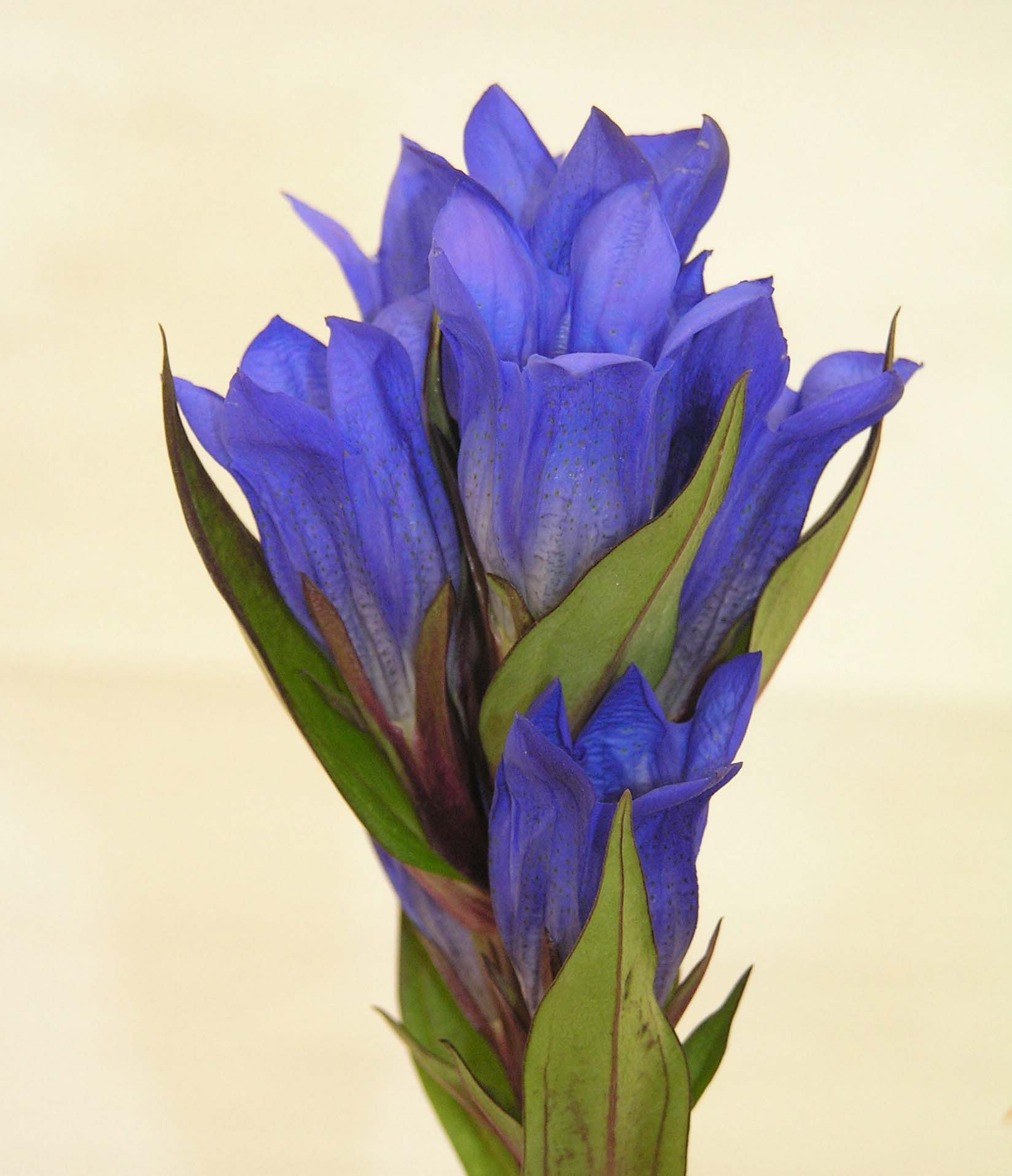
他种花色的龙胆

龙胆为龙胆科龙胆属的植物，也稱為龙胆草（植物名实图考）、胆草、草龙胆、山龙胆。

## 形态
多年生草本。卵形至披针形叶子对生，有1或3条主脉；秋季开蓝紫色花，聚伞花序顶生。

## 命名
龙胆属植物的英语名称为 gentian，得名于公元前2世纪亚德里亚海东岸的一个古国伊利里亚的国王 Gentius，据古罗马作家老普林尼记载，是 Gentius 首先将龙胆入药。从远古时候起欧洲就已经将黄龙胆的根茎作药用。

## 分布
分布在俄罗斯、日本、朝鲜以及中国大陆的贵州、湖北、吉林、浙江、湖南、福建、辽宁、陕西、广西、江苏、内蒙古、广东、黑龙江、安徽等地，生长于海拔400米至1,700米的地区，常生长在山坡草地、路边、灌丛中、河滩、林缘及林下，目前尚未由人工引种栽培。

## 药用
中医上以根入药，性寒、味苦，功能泻肝胆实火、清下焦湿热，主治目赤、咽痛、黄疸、热痢、胁痛及小便热痛等症。
可幫助消化、刺激食慾和促進血液循環、消滅瘧原蟲(引起瘧疾的微生物)與寄生蟲，對血液循環方面的疾病和胰臟有益。

## 延伸阅读
[在维基数据编辑]
 《欽定古今圖書集成·博物彙編·草木典·龍膽部》，出自陈梦雷《古今圖書集成》
 《植物名實圖考·龍膽草》，出自吳其濬《植物名實圖考》